# Częstocice (gmina)
Częstocice (od 1973 Szewna) – dawna gmina wiejska istniejąca do 1954 roku w woj. kieleckim. Siedzibą władz gminy były Częstocice (obecnie osiedle Ostrowca Świętokrzyskiego). 
Gminę zbiorową Częstocice utworzono 13 stycznia 1867 w związku z reformą administracyjną Królestwa Polskiego. Gmina weszła w skład nowego powiatu opatowskiego w guberni radomskiej i liczyła 2780 mieszkańców. 13 stycznia 1870 do gminy przyłączono pozbawiony praw miejskich Denków, a także wieś Staw Denkowski z gminy Bodzechów.
W okresie międzywojennym gmina Częstocice należała do powiatu opatowskiego w woj. kieleckim. 1 lipca 1923 część gminy Częstocice włączono do Ostrowca Świętokrzyskiego. 
Po wojnie gmina zachowała przynależność administracyjną. Według stanu z dnia 1 lipca 1952 roku gmina składała się z 15 gromad: Chmielów, Częstocice, Dudy, Jędrzejowice, Kurzacze, Miłkowska Karczma, Mirkowice, Mychów, Mychów kol., Ostrowiec Poduchowny, Podszkodzie, Szewna, Szwarszowice, Szyby i Świrna.
Jednostka została zniesiona 29 września 1954 roku wraz z reformą wprowadzającą gromady w miejsce gmin. 
Po reaktywowaniu gmin z dniem 1 stycznia 1973 roku gminy Częstocice nie przywrócono, utworzono natomiast jej terytorialny odpowiednik, gminę Szewna w tymże powiecie i województwie.